# Realplayer
Realplayer, i marknadsföring skrivet RealPlayer, är en mediespelare från Realnetworks.

## Historik
Första versionen av Realplayer introducerades i april 1995 som Realaudio Player. Det var en av de första mediespelarna som erbjöd streaming över Internet.
Version 6 av Realplayer kallades för Realplayer G2 och version 9 kallades för Realone Player.

## Kritik
Det har uppmärksammats, bland annat i en rapport från Stopbadware.org, att Realplayer 10.5 och Realplayer 11 innehöll så kallad grayware eller spyware som är svår att bli av med.
Sveriges Radio, Sveriges Television, Riksdagen och Regeringen kritiserades under 00-talet för att de sände ut sitt material i Real-format. Sveriges Television övergav dock under slutet av 00-talet helt formaten Realplayer, Windows Media Player och Quicktime för att satsa på Adobe Flash.